# James Snook
James Snook   (South Lebanon, 17 de setembre de 1879 - Columbus, 28 de febrer de 1930) va ser un tirador i veterinari estatunidenc que va competir a començaments del segle xx. Morí executat per assassinat.
El 1920 va prendre part en els Jocs Olímpics d'Anvers, on disputà dues proves del programa de tir. En ambdues guanyà la medalla d'or, en pistola militar, 30 m. equips i pistola lliure, 50 metres equips.
Graduat en veterinària per la Universitat Estatal d'Ohio el 1908, el 1920 exercia de professor en ella. El juny de 1929 va ser arrestat acusat de l'assassinat de Theora Hix, una estudiant de medicina a la mateixa universitat. Snook i Hix feia tres anys que mantenien una relació extramatrimonial. El 13 de juny de 1929 Hix demanà a Snook que se separés de la seva dona i, segons declarà ell, l'amenaçà que si no ho feia la mataria a ella i al seu fill. La reacció de Snook va ser matar-la a cops de martell, abans de tallar-li la jugular. El 14 d'agost de 1929 un jurat va decidir en tan sols 28 minuts declarar-lo culpable d'assassinat en primer grau. Una setmana més tard, va ser sentenciat a mort. Fou executat el 28 de febrer de 1930 a la cadira elèctrica a la presó d'Ohio.